# Martín Benavides
Carlos Martín Benavides Abanto (10 de febrero de 1970) es un sociólogo peruano. Fue ministro de Educación del Perú desde el 13 de febrero al 10 de noviembre de 2020 durante el gobierno de Martín Vizcarra. Desde el 20 de marzo de 2023 se desempeña como Director del Instituto Internacional de Planeamiento de la Educación de la UNESCO.

## Trayectoria
Estudió sociología en la Pontificia Universidad Católica del Perú, en la cual obtuvo la licenciatura profesional. Obtuvo un máster en política educativa y un doctorado (PhD) en sociología en la Universidad Estatal de Pensilvania.[cita requerida]
Fue director Ejecutivo del Grupo de Análisis para el Desarrollo (GRADE) y profesor principal de la Pontificia Universidad Católica del Perú.[cita requerida]
De 2015 a 2018, se desempeñó también como miembro del Consejo Directivo de la Superintendencia Nacional de Educación Superior Universitaria; y de 2018 a 2020 fue nombrado superintendente de dicha entidad.
El 13 de febrero de 2020 juró como Ministro de Educación del Perú ante el presidente Martín Vizcarra en reemplazo de Flor Pablo Medina conformando parte del gabinete ministerial presidido por Vicente Zeballos.
El 20 de marzo, durante el contexto de la pandemia por COVID-19 en el país, Benavides anunció que su sector aplicaría como nueva estrategia de educación a distancia la estrategia Aprendo en casa; la cual combinaría medios digitales, la televisión, la radio y la web para lograr la mayor cobertura posible de niños y adolescentes en el país.
El 31 de julio, el Congreso de la República aprobó una moción de interpelación en su contra por presuntas irregularidades en el licenciamiento de universidades por parte de la Sunedu.

## Publicaciones
- Estudio sobre la Oferta y demanda de Educación Secundaria en zonas rurales (2007) [cita requerida]
- Una pelota de trapo, un color blanquiazul: tradición e identidad en Alianza Lima 1901-1996 (2000) [cita requerida]